# 44年
| 千纪： | 1千纪                                                                                |
| 世纪： | 前1世纪 \| 1世纪 \| 2世纪                                                            |
| 年代： | 10年代 \| 20年代 \| 30年代 \| 40年代 \| 50年代 \| 60年代 \| 70年代                   |
| 年份： | 39年 \| 40年 \| 41年 \| 42年 \| 43年 \| 44年 \| 45年 \| 46年 \| 47年 \| 48年 \| 49年 |
| 纪年： | 东汉建武二十年                                                                       |

## 大事记
- 朝鲜半岛
  - 高句丽大武神王卒。弟解邑朱继位，称“閔中王”。
- 西洋
  - 耶穌基督的忠貞跟從者開始以「基督徒」這個名稱為人所知。
  - 毛利塔尼亞成為羅馬行省。

## 各国领袖

### 非洲
- 库施
  - 国王：Amanitaraqide（40年－50年）

### 亚洲
- 中国
  - 东汉：
    - 皇帝：汉光武帝（25年－57年）
- 朝鲜
  - 百济：
    - 国王：多娄王（28年－77年）

  - 高句丽：
    - 国王：
      1. 大武神王（18年－44年）
      2. 闵中王（44年－48年）

  - 新罗：
    - 国王：儒理尼师今（24年－57年）
- 贵霜帝国
  - 国王：丘就却（30年－80年）

### 欧洲
- 高加索伊比里亚
  - 国王：米尔达特一世（30年－50年）
- 罗马帝国
  - 皇帝：克劳狄一世（41年－54年）

### 中东
- 科马吉尼
  - 国王：Antiochus IV（41年－72年）
- 奈巴提亚
  - 国王：Malichus II（40年－70年）
- 奥斯若恩
  - 国王：Abgar V（13年－50年）
- 安息
  - 国王（内战导致政权并立）：
    - 瓦尔达内斯一世（38年－47年）
    - 戈塔尔泽斯二世（38年－51年）

## 逝世
- 高無恤（？－44年），又名武恤，號稱大武神王，高句麗第三代君主。